# Slagelse Bibliotekerne
Slagelse Bibliotekerne består af tre lokalbiblioteker i Slagelse, Korsør og Skælskør og et filialbibliotek i Vemmelev.
Slagelse Bibliotekerne er opstået ved sammenlægning pr. 1. januar 2007 af Slagelse Bibliotek (oprettet 1898), Skælskør Bibliotek (oprettet 1918) og Korsør Bibliotek (oprettet 1923). En bogbilsordning (Webside ikke længere tilgængelig) i den tidligere Hashøj Kommune blev nedlagt den 11. oktober 2007.